# Klan Kosova
 (транскр.  Кљан Косова) је комерцијално-радиодифузна телевизијска и радио-станица на албанском језику са седиштим у Приштини. Основана је 8. децембра 2008. године, док са радом започиње 17. фебруара 2009. Данас је један од најгледанијих приватних телевизијских емитера на Косову и Метохији. Налази се у власништву предузећа KGO Media Investments Holding са седиштем у Скопљу.

## Укидање дозволе за рад
Након истраге, Klan Kosova добија суспендовану лиценцу за рад 14. јуна 2023. године под сумњом за злоупотребу службених дужности, као и злоупотребу привредних овлашћења. Одлука је била контроверзна међу грађанима Косова и Метохије и међународном новинарском заједницом, привлачећи пажњу земаља Квинте које су изразиле „дубоку забринутост” због ових догађаја. Њени челници су изјавили да је реч о репресији председника Владе Републике Косово Аљбина Куртија, као и кршењу слободе медија, а 31. јула 2023. изашли су на протесте.
Одлуку о суспензији дозволе поништио је Основни суд у Приштини 24. јула 2023. Суд је одлучио да суспензија није оправдана, дозвољавајући телевизијској станици да настави са радом.

## Програм
- Big Brother VIP Kosova